# Stevenson-Gletscher
Der Stevenson-Gletscher ist ein Gletscher an der Ingrid-Christensen-Küste des ostantarktischen Prinzessin-Elisabeth-Lands. Er fließt in nordwestlicher Richtung und mündet in Form der Peterson-Eisfälle in das Amery-Schelfeis.
Der US-amerikanische Kartograph John Hobbie Roscoe (1919–2007) kartierte ihn 1952 anhand von Luftaufnahmen der United States Navy, die im Zuge der Operation Highjump (1946–1947) entstanden. Das Advisory Committee on Antarctic Names benannte ihn 1956 nach James C. Stevenson, Kopilot bei den Flügen zur Erstellung dieser Luftaufnahmen.